# Krenedits Sándor
Krenedits Sándor (Veresegyház, 1876. december 16. – Újpest, 1939. augusztus 5.) magyar községi főjegyző; Rákosszentmihály első főjegyzője (1903–1931).

## Életpályája
1896-ban közigazgatási tanfolyamot végzett. Ezután két évet Mogyoródon dolgozott. Csömör képviselő-testülete 1898. szeptember 21-én elhatározta, hogy segédjegyzői állást hírdet, tekintettel a hozzá tartozó Szentmihály benépesülése következtében megszaporodott munkára. A segédjegyzői állásra 1899. március 18-án tartották meg a választást. Nagy fölénnyel győzött; haláláig választottak meg. Csömör képviselő-testülete 1902. november 28-án adóügyi állást szervezett, melyet ő töltött be. Az ön állóvá lett Rákosszentmihály első főjegyzőjévé választották 1903. november 28-án. Rákosszentmihály önálló anyakönyvi kerület lett 1904-ben, anyakönyvvezetővé is őt nevezték ki. Pest-Pilis-Solt-Kiskun vármegye bizottsági tagjává megválasztották 1904. november 12-én. 1906-ban főjegyzővé nevezték ki. 10 éves rákosszentmihályi működését 1913. novemberében ünnepelték. 1913. november 11-én megyei képviselővé megválasztották. Az őszirózsás forradalom után – 1918 novemberében – megszervezte a Nemzetőrséget Rákosszentmihályon. A kommunisták elmozdították állásából 1919-ben. A Tanácsköztársaság után főjegyző volt, köztiszteletben állt. 1931-ben nyugdíjba vonult.
Újpesten hunyt el, az Árpád Kórházban. Rákosszentmihályon temették 1939. augusztus 10-én.

## Magánélete
Szülei: Krenedits Sándor és Zsuzsanna voltak. Feleségül vette Bitskey Ilonát (?–1905), Bitskey Gyulának, a csömöri főjegyzőnek a leányát. Első felesége, Bitskey Ilona 1905. január végén elhunyt hosszas betegeskedés után. Második felesége Szabó Frida, rákosszentmihályi tanítónő volt. Harmadik felesége Reich Berta (1885–1932) rákosszentmihályi polgári iskolai tanítónő volt.

## Díjai
- a Magyar Vöröskereszt hadiékítményes ezüst díszérme (1916)
- Rákosszentmihály díszpolgára (1931)

## Emlékezete
2011-ben emléktáblás gesztenyefát ültettek emlékére.

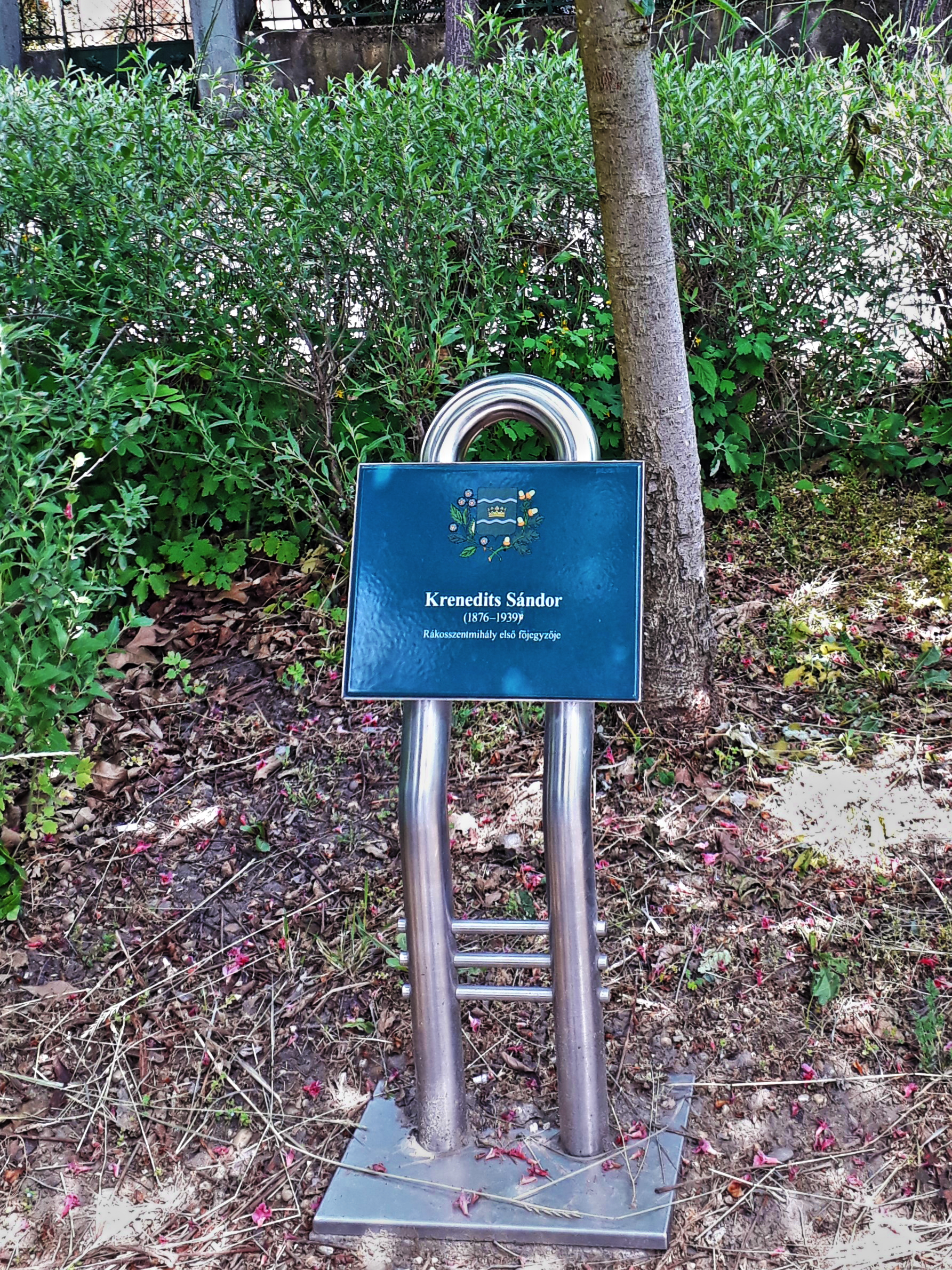
Egyike a Lantos Antal és Széman Richárd, kerületi helytörténészek által összeállított 56 XVI. kerületi nevezetes személynek, akiknek emléktáblás gesztenyefákat ültettek 2011-ben.